# Ladro di stile. Le diverse vite di Jean Genet
Ladro di stile. Le diverse vite di Jean Genet (Genet: A Biography) è un libro del 1993 scritto da Edmund White. Scritta nell'arco di sei anni, l'opera è una biografia dello scrittore, drammaturgo e poeta francese Jean Genet.
Il libro ha vinto il National Book Critics Circle Award, il Lambda Literary Award ed è valso a White una candidatura al Premio Pulitzer, nella sezione "biografia e autobiografia".

## Edizioni
- Ladro di stile. Le diverse vite di Jean Genet, collana Nuovi Saggi, traduzione di Nicolò Stabile e Maria Antonia Tamburello, Milano, Il Saggiatore, 1997, ISBN 978-8842804994.
- Ladro di stile. Le diverse vite di Jean Genet, traduzione di Nicolò Stabile e Maria Antonia Tamburello, Net, 2006, ISBN 978-8842804994.